# Plácido
Plácido es una película española dirigida en 1961 por Luis García Berlanga.
De gran repercusión internacional en su momento y una de las mejores comedias de su director, el film fue candidato al Óscar a la mejor película de habla no inglesa, finalmente derrotada por Como en un espejo, de Ingmar Bergman. El Instituto Valenciano del Audiovisual y la Cinematografía (IVAC) obtuvo una copia de la película en 2009, de la que no existían negativos, para lo que invirtió 20.000 euros.

## Argumento
En una pequeña ciudad de provincias, un grupo de beatas aficionadas a practicar ostentosamente la caridad organizan una campaña navideña bajo el lema Siente un pobre a su mesa. Con el fin de apoyar la iniciativa se busca el patrocinio de una marca de ollas y se invita a un grupo de artistas de segunda fila llegados ex profeso de la capital y recibidos con entusiasmo en la estación de tren. La humanitaria jornada se completa con una colorista cabalgata, una subasta pública de los convidados y una cuidada retransmisión radiofónica. El encargado de organizar esta fastuosa cadena de eventos es Quintanilla (José Luis López Vázquez), quien ha contratado para la ocasión a Plácido (Cassen), un pobre hombre que debe cooperar con el motocarro que acaba de adquirir y aún no ha empezado a pagar. La trepidante actividad en que se ve envuelto Plácido le impide abonar a tiempo la primera letra de la compra del vehículo, que vence esa misma noche. A partir de ese momento, el hombre intenta por todos los medios encontrar una solución a su problema, mientras se ve zarandeado de un lugar a otro, envuelto en una serie de inesperados incidentes, entre los que destaca uno especialmente embarazoso. Un mendigo sufre una angina de pecho durante la cena, por lo que la comitiva organizadora debe trasladarse al domicilio que lo acoge. Una vez allí, descubren que el moribundo vive en concubinato con otra indigente y deciden improvisar una boda para que la muerte no le sorprenda en pecado, tras la cual el motocarro de Plácido es de nuevo requerido para trasladar al fallecido a la casucha donde malvivía.

## Producción
La película surge a partir de una campaña ideada por el régimen franquista que, bajo el lema «siente un pobre a su mesa», pretendía hacer crecer en el pueblo un sentimiento de caridad cristiana hacia los desheredados, pero que, en realidad, y como Berlanga consigue mostrarnos, esconde una manera de limpiar las conciencias burguesas, algo de lo que hoy se encargan los «telemaratones solidarios de Navidad», programas que Berlanga confesaba aborrecer. La primera idea trataba de un banquete navideño en el que los ricos invitaban a los pobres, los primeros se comían las pechugas de los pollos y los segundos las alitas.
Mientras Berlanga daba vueltas al guion, se incorporó al proyecto Rafael Azcona (uno de los coguionistas de la película junto a José Luis Colina, José Luis Font y Berlanga), que tuvo que viajar a Roma durante la gestación del libreto para conocer la obra de Zavattini, pues en aquellos años trabaja al lado de diversos directores italianos.
El título del guion era, al principio, «Siente un pobre a su mesa», pero el realizador se vio obligado, por problemas con los censores, a hacer un cambio de última hora, llamándola finalmente como el principal personaje masculino.
El rodaje se llevó a cabo en decorados de Manresa, aunque Berlanga buscaba poder hacerlo en interiores naturales, pero ningún rico se lo permitió, a excepción de un director catalán, amigo de Berlanga, que le dejó el comedor de su casa de Barcelona.

## Reparto
Cassen interpreta a Plácido Alonso, un riesgo que corrió Berlanga ya que no había realizado trabajos en el cine, aunque ya tenía una fama como humorista. Al final la interpretación de Cassen fue valorada como positiva por la crítica.
José Luis López Vázquez interpreta a Gabino Quintanilla, el hijo del dueño de la serrería, coordinador de la campaña, "un malvado al que los pobres le importan un pimiento".
Manuel Alexandre interpreta a Julián Alonso, el cuñado de Plácido.

## Recepción
Se estrenó el 13 de noviembre de 1961 y fue recibida con sorpresa por el gran público y aplaudida con énfasis por la crítica. Algunos de los comentarios recibidos han sido de Víctor Erice, quien dijo: «El objetivo final de la película es mostrar la incomunicabilidad de las personas. Para mí, Berlanga es fundamentalmente un romántico.» Y del propio López Vázquez, que dijo: «Las películas de Berlanga son esperpentos no de la España de la época, sino de la España eterna.» El crítico de El País Miguel Ángel Palomo: «La gran obra maestra de Berlanga estalla no sólo como impecable comedia costumbrista, sino también como un devastador retrato social.» En el momento de su estreno tuvo problemas con el villancico final de la película, donde dice: «Madre en la puerta hay un niño y gritando está de frío, ande dile que entre y así se calentará, porque en esta tierra ya no hay caridad, ni nunca la ha habido ni nunca la habrá.»

## Premios
17.ª edición de las Medallas del Círculo de Escritores Cinematográficos
| Categoría              | Candidato               | Resultado |
| ---------------------- | ----------------------- | --------- |
| Mejor película         | Plácido                 | Ganadora  |
| Mejor director         | Luis García Berlanga    | Ganador   |
| Mejor actor secundario | José Luis López Vázquez | Ganador   |

Premios San Jorge
| Categoría               | Candidato               | Resultado |
| ----------------------- | ----------------------- | --------- |
| Mejor película española | Plácido                 | Ganadora  |
| Mejor director          | Luis García Berlanga    | Ganador   |
| Mejor actor             | José Luis López Vázquez | Ganador   |

34.ª ceremonia de los Premios Óscar
| Categoría                          | Candidato | Resultado |
| ---------------------------------- | --------- | --------- |
| Mejor película de habla no inglesa | Plácido   | Candidata |

- Obtuvo también dos premios del Sindicato Nacional del Espectáculo, uno de ellos al actor de reparto para Manuel Alexandre.